# پیروزی ده گلادیاتور
پیروزی ده گلادیاتور (ایتالیایی: Il trionfo dei dieci gladiatori) فیلمی ایتالیایی به کارگردانی نیک نوسترو است که در سال ۱۹۶۴ منتشر شد.
خلاصه داستان فیلم : ده گلادیاتور آموزش دیده استخدام میشوند تا به آربلوا یک کشور کوچک در حومه امپراتوری روم سفر کنند تا اطلاعاتی از نحوه مبارزه سربازان پارتیه را ببینند که قصد حمله به رم را دارند...

## بازیگران
- دان وادیس
- هلگا لینه
- استلیو کاندلی
- جانی ریتسو
- هالینا زالفسکا
- انتسو فی‌یرمونته
- کارلو تامبرلانی
- ایوانو استاچولی
- اوگو ساسو
- سال بورجسه
- فرانکو پشه